# St. Georg (Essen-Heisingen)

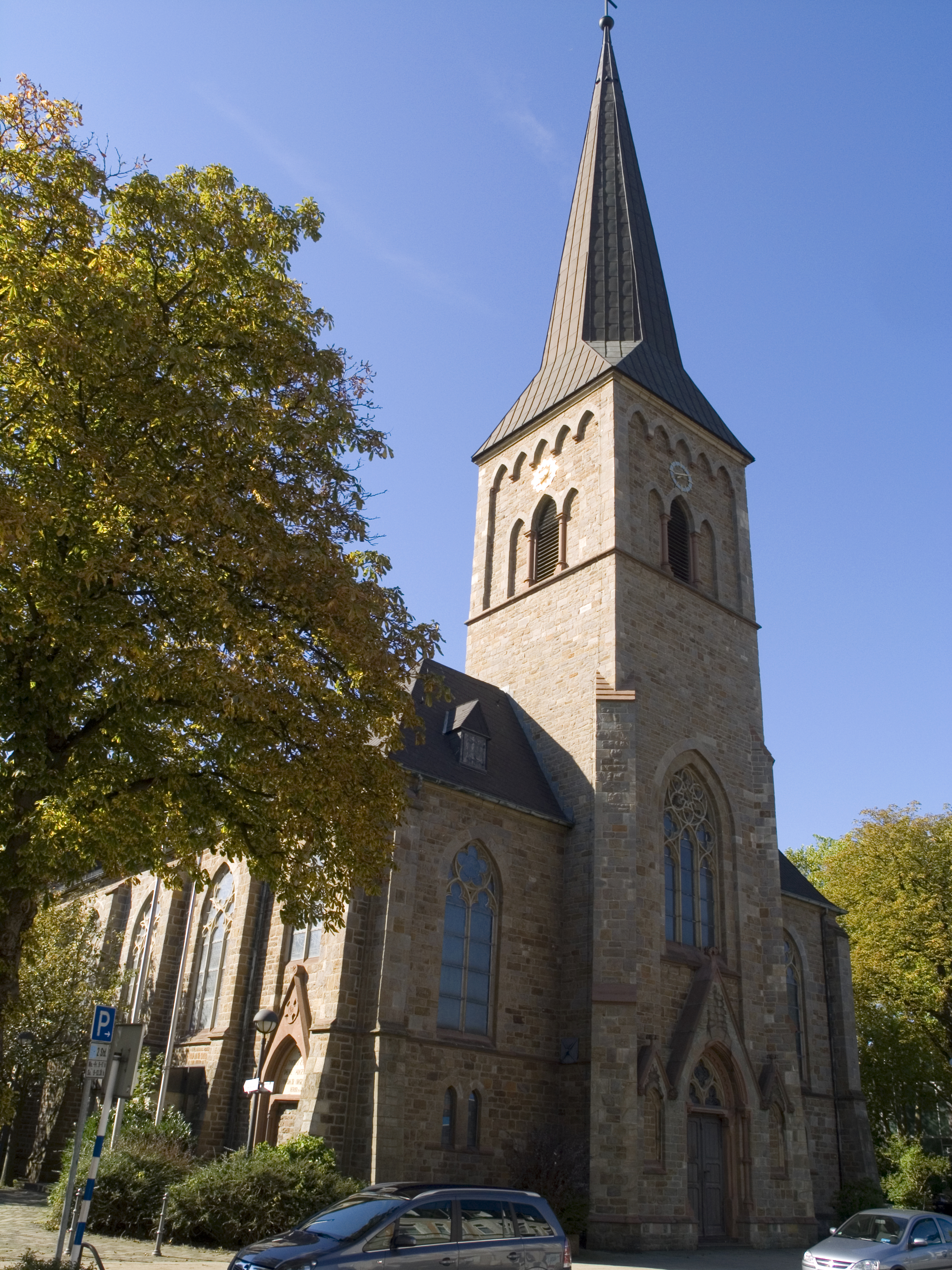
Gemeindekirche St. Georg

Die katholische Pfarrkirche St. Georg ist ein Kirchengebäude in Heisingen, einem Stadtteil von Essen.

## Geschichte und Architektur
Im Handbuch des Bistums Essen steht: Die Rodung Heissi gehörte zu einem der ersten Grundstücke, die Liudger am 25. Februar 796 an der unteren Ruhr für seine Klostergründung erwarb. Eine soeben gebaute Kapelle innerhalb der Pfarrei St. Lucius in Werden wurde am 22. April 1493 zu Ehren des Hl. Georg geweiht. Nach der Aufhebung der Abtei Werden im Jahr 1802, wurde die Seelsorge zunächst weiter von Werden ausgeübt. Der bergische Minister des Inneren zu Düsseldorf ernannte 1813 einen in Heisingen wohnenden Exkonventualen von Werden zum Pfarrer.
Die alte einschiffige Kapelle wurde 1811 um zwei Drittel erweitert. Der Platz reichte allerdings nicht aus. Nachdem von 1879 bis 1881 nach Plänen des Architekten von der Stein eine neugotische, dreischiffige Hallenkirche gebaut war, wurde die Vorgängerkirche abgebrochen. Das neue Gebäude wurde aus Ruhrsandstein gemauert, es ist ortsbildprägend. Die Kirche wurde am 23. Oktober 1881 durch den Bischof von Fulda konsekriert. Im Zuge einer Renovierung wurde 1965 eine neue Orgelbühne eingebaut und die Seiteneingänge wurden neu gestaltet. Von 1969 bis 1970 schuf der Künstler Heinrich Georg Bücker eine neue Inneneinrichtung, bestehend aus Altar und Tabernakel, aus den ruhrgebietsbezogenen Materialien Kohle und Stahl. Ein Marienbild wurde neu gefasst.

## Glocken
Im Jahr 1927 goss die renommierte Glockengießerei Otto aus Hemelingen/Bremen fünf Bronzeglocken für die Kirche St. Peter in der Essener Nord-City. Diese hängen heute nach Schließung der St.-Peter-Kirche im Jahre 2007 und Umwandlung zur Katholischen Schule für Pflegeberufe in der Kirche St. Georg in Essen-Heisingen (cis’ mit 2.300 kg) und in der Alt-Katholischen Kirche in Essen-Mitte (es’ mit 1.640 kg, f’ mit 1.160 kg, as’ mit 690 kg, b’ mit 500 kg). Die cis′-Glocke ist heute die größte Glocke im Heisinger Geläut.
| Nr. | Name    | Durchmesser (mm) | Masse (kg, ca.) | Schlagton (HT-1/16) | Inschrift | Gießer                                                              | Gussjahr |
| 1   | Georg   | 1.513            | 2.300           | cis’-1              | KÜND ICH MIT MEINER STIMME DEM VOLK DIE HIMMLISCHE BOTSCHAFT, SCHWINGEN DIE SEELEN SICH AUF, STIMMEN VOLL EIFER MIT EIN. DER DU DURCH MEINE STIMME DES TEMPELS HALLEN ERÖFFNEST, ÖFFNE DES HIMMELS TÜR, HIMMLISCHER BOTE, ZUGLEICH. | Ernst Karl (Karl II) Otto, Fa. F. Otto, Hemelingen bei Bremen       | 1927     |
| 2   | Petrus  | 1.227            | 1.250           | e’-2                | HÖRT NICHT AUF, EINANDER VON HERZEN ZU LIEBEN 1 PETR. 1,22 1 9 8 8 Gießerwappen | Florence Elvira Elise Hüesker, Fa. Petit & Gebr. Edelbrock, Gescher | 1988     |
| 3   | Barbara | 1.095            | 860             | fis’-1              | HL. BARBARA, BITTE FÜR UNS IN JEDER NOT UND GEFAHR! 1 9 8 8 Gießerwappen | Florence Elvira Elise Hüesker, Fa. Petit & Gebr. Edelbrock, Gescher | 1988     |
| 4   | Maria   | 967              | 600             | gis’-1              | DICATA TIBI DELPARA VIRGO GLORIAS TUAS ANNUNTIO DEVOTOS CONVOCO 1 9 8 5 Gießerwappen | Florence Elvira Elise Hüesker, Fa. Petit & Gebr. Edelbrock, Gescher | 1985     |
| 5   | Josef   | 805              | 350             | h’±o                | ST. JOSEF SOLL UNS LEHREN, GEBET UND ARBEIT ZU EHREN 1 9 8 8 Gießerwappen | Florence Elvira Elise Hüesker, Fa. Petit & Gebr. Edelbrock, Gescher | 1988     |
| 6   | –       | 920              | 455             | gis'                | – | Theodor Hugo Rudolf Edelbrock, Fa. Petit & Gebr. Edelbrock, Gescher | 1882     |